# Apolônio Díscolo
Apolônio Díscolo (em grego:  Απολλώνιος ο Δύσκολος, em latim: Apollonius Dyscolus; floresceu no século II) é considerado um dos maiores gramáticos gregos.

## Vida e obra
Nasceu em Alexandria, filho de Mnesiteu. Não são conhecidas as datas de seu nascimento e morte. Seu filho Élio Herodiano dedicou um trabalho a Marco Aurélio, onde menciona que Apolônio teria vivido entre o início e o meio do século II.
Apelidado de ὁ δύσκολος, que significa "o ranzinza, ou intratável, ou difícil de agradar", por causa de sua personalidade irascível e muito analítica, viveu nos reinados de Adriano e Antonino Pio. Passou a maior parte de sua vida em sua cidade natal de Alexandria, onde morreu, e é também dito que visitou Roma e atraiu a atenção de Antonino. Foi o fundador da gramática científica e é denominado por Prisciano grammaticorum princeps. Escreveu extensivamente sobre as partes do discurso. Dos vinte livros citados na Suda, quatro ainda existem: sobre a sintaxe, ed. J. Lallot, 1997, e três tratados menores: sobre advérbios, sobre conjunções, e sobre pronomes, ed. Richard Schneider, 1878.
Ele e seu filho Élio Herodiano exerceram enorme influência sobre todos os gramáticos posteriores.
Em sua obra sobre a sintaxe, o gramático propõe este nível de análise linguística como composto da análise, que compreende a definição das partes da oração, e a síntese, que corresponde a sua disposição em um todo coerente. Considera o nível da oração como tendo fenomenologia análoga à de outros níveis linguísticos, pois as palavras se combinam para formar a frase como as letras se unem em sílabas e estas, por sua vez, se agrupam em palavras. Tal como vogais têm valor por si mesmas e as consoantes não, verbos e nomes determinam sentidos, enquanto outras classes, como preposições e conjunções, as acompanham. Apolônio propõe uma ordem para as partes da oração segundo sua primazia: nome, verbo, particípio, artigo, pronome, preposição, advérbio e conjunção. Trata-se da mesma ordem anteriormente proposta em Techné Grammatiké, de Dionísio Trácio. Nome e verbo são particularmente enfatizados como classes de grande importância, pois toda outra classe de palavra se relaciona com um dos dois.

## Leituras adicionais
- Andreas U. Schmidhauser, "Apollonius Dyscolus. De pronomine pars generalis", tese PhD, Universidade de Genebra, 2007. Texto crítico abrangente com tradução em inglês.